# Gastón Rodríguez Maeso
Gastón Rodríguez Maeso, noto semplicemente come Gastón Rodríguez (Montevideo, 23 marzo 1992), è un calciatore uruguaiano, attaccante del Manama.

## Caratteristiche tecniche
È un'ala sinistra.

## Carriera
Cresciuto nel settore giovanile dei Montevideo Wanderers, ha esordito in prima squadra il 10 settembre 2011 disputando l'incontro del campionato uruguaiano perso 1-0 contro il Cerro.

## Palmarès

### Competizioni nazionali
- Campionato uruguaiano: 1

Peñarol: 2017
- Campionato ecuadoriano: 1

LDU Quito: 2018
- Campionato colombiano: 1

Deportivo Cali: 2021-II